# Helmut Eisel

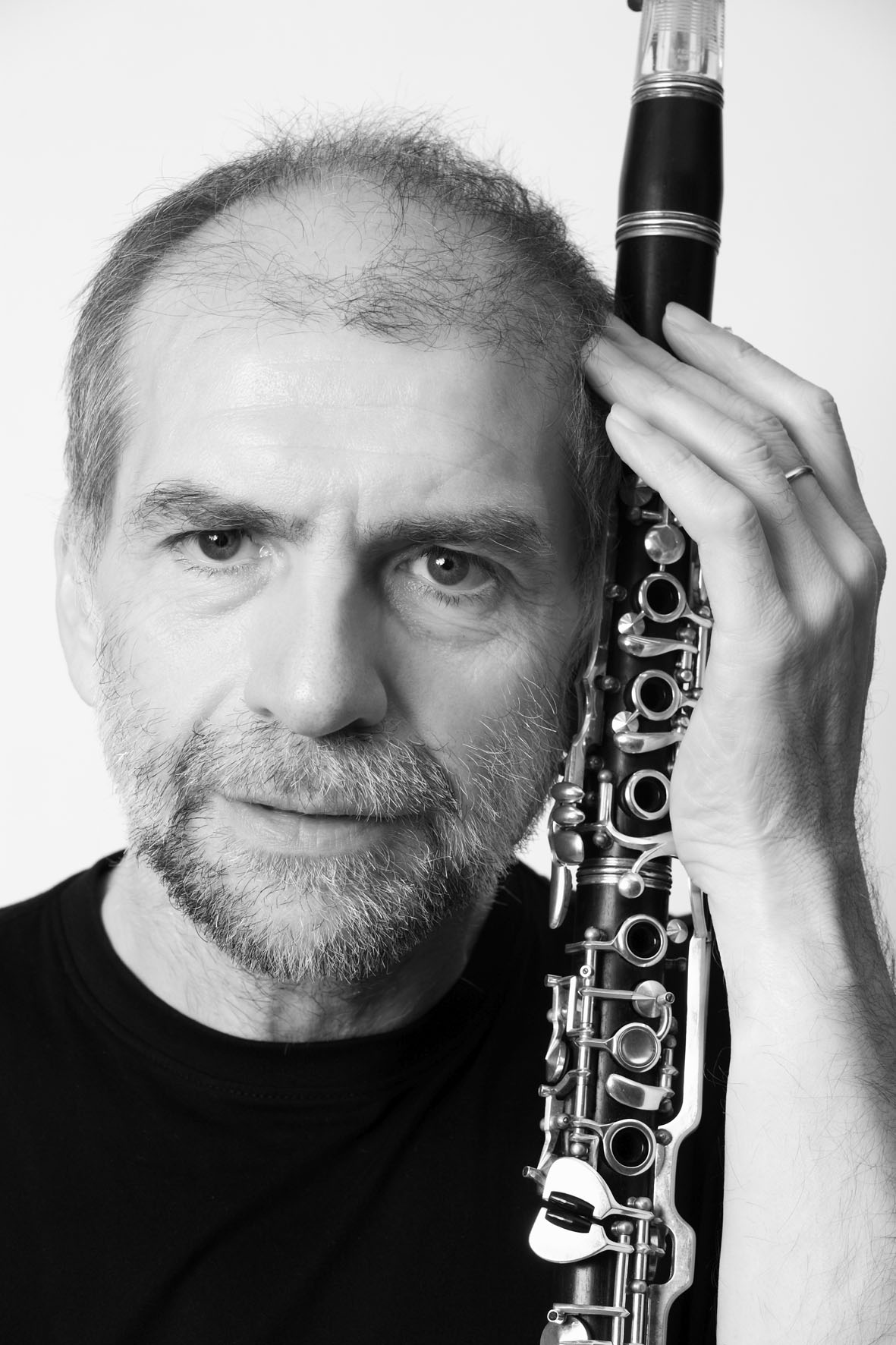
Helmut Eisel, vor 2011

Helmut Eisel (* 2. Juni 1955 in Saarbrücken) ist ein deutscher Klarinettist und Komponist.

## Leben und Wirken
Helmut Eisel, der Mathematik studierte und als Softwareentwickler arbeitete, lernte die Grundlagen des Klarinettenspiels von seinem Großvater. Während seines Studiums (Diplom 1985) spielte er in diversen Jazzbands und sammelte erste Erfahrungen als Arrangeur. Ausschlaggebend wurde die Begegnung mit Giora Feidman im Jahr 1989, mit dem er seither immer wieder im Rahmen von Workshops und Konzerten zusammenarbeitet. Diverse CDs dokumentieren die Zusammenarbeit der beiden Klarinettisten, darunter die Feidman-CD The Spirit of Klezmer (2008), auf der Helmut Eisel mit zwei eigenen Titeln zu hören ist.
Seit 1993 widmet sich Helmut Eisel ausschließlich der Musik. 1989 gründete er das Trio Helmut Eisel & JEM, das bisher zehn CDs produziert hat. Daneben konzertiert er in wechselnden Formationen mit Künstlern unterschiedlicher Genres bis hin zu Chören und Sinfonischen Blasorchestern. 2002 feierte das Quintett „Helmut Eisel & Band“ Premiere, das die CDs „Hot Klezmer Clarinet“ und „Klezmer at the Cotton Club“ veröffentlichte. 2004 begründete er die deutsch-israelische Clarinet Gang. Seit 2009 entwickelte sich eine Zusammenarbeit mit dem Gypsy-Swing-Gitarristen Joscho Stephan, mit dem Helmut Eisel u. a. beim Guitar Festival Rietberg auftrat; 2012 ist die gemeinsame CD „Gypsy meets the Klezmer“ erschienen.
Ab 2004 entdeckte Eisel das Crossover-Potenzial zwischen Klezmer und Klassik, woraus die drei Familienkonzerte Naftule und der König, ein Auftragswerk der Deutschen Radio Philharmonie Saarbrücken-Kaiserslautern, 2004,Naftule und die Kinder, Auftragswerk der Staatskapelle Weimar 2010, und Naftule und die Reise nach Jerusalem 2013 für Sinfonieorchester, Klezmerensemble bzw. Klezmerklarinette und Erzähler resultieren. Die Einspielung von Naftule und der König war für den Preis der deutschen Schallplattenkritik nominiert. In Projekten mit den Pianisten Marina Baranova und Sebastian Voltz lotet er darüber hinaus auch im kammermusikalischen Rahmen Schnittstellen und Berührungspunkte zwischen Klassik, Jazz und Klezmer aus. 2009 interpretierte er in Konzerten in der Philharmonie Oppeln und im Dom zu Bad Gandersheim erstmals das Mozart-Klarinettenkonzert, dessen von Klezmerstilistik inspirierte Interpretation er 2010 auf CD einspielte. Im Mai 2011 brachte er mit der Staatskapelle Weimar unter der Leitung von Stefan Solyom seine Suite for an Unknown Klezmer für Bassettklarinette und Orchester zur Uraufführung. Seit 2013 arbeitet Helmut Eisel auch mit dem Sebastian Voltz Trio zusammen; die erste gemeinsame CD „Talking Sinatra“ erschien im April 2014.
Einen weiteren Schwerpunkt seiner Tätigkeit setzt Helmut Eisel auf Schauspielproduktionen, die er als Komponist wie als Darsteller und Klarinettist prägt. Erste Projekte dieser Art waren Sobols Ghetto (Nationaltheater Mannheim, 1991) und Babels Sonnenuntergang (Theater Basel, 1993). 2008 spielte er bei den Gandersheimer Domfestspielen den „Tod“ im Jedermann. 2010 trat er im Schauspiel Iskender (im Rahmen der Ruhr. 2010 Kulturhauptstadt in der Zeche Zollverein) auf und in der Bühnenversion des Films Wie im Himmel (Gandersheimer Domfestspiele).
Seit 1993 leitet Helmut Eisel Klezmer-Improvisationsworkshops in Deutschland, Israel und diversen europäischen Ländern sowie Seminare zum Thema Musik und Kommunikation für Unternehmen. Regelmäßig ist Helmut Eisel seit 1992 Dozent bei den Workshops Klezmer & the Clarinet in the Galilee in Safed und Jerusalem (Israel), die unter Feidmans Leitung und Schirmherrschaft stehen.

## Diskographie
- 1991: Forget the Tears (Helmut Eisel & JEM) – plane/ARIS
- 1993: The Spirit of Klezmer (Helmut Eisel und Asoj) – Koch international
- 1994: Klezm'n Soul (Helmut Eisel & JEM) – Westpark Music
- 1996: Israeli Suite (Helmut Eisel & JEM) – Westpark Music
- 1998: Passions for Klezmer (Helmut Eisel & JEM) – Westpark Music
- 2000: Broken Silence (Helmut Eisel & JEM) – Westpark Music
- 2001: Eisel bläst Branntwein (Helmut Eisel, Richard Ebersbach & Friends) – Westpark Music
- 2002: Filmmusik Zwischen Himmel und Erde (Karl Heinz Heilig)
- 2003: Hot Klezmer Clarinet (Helmut Eisel & Band) – Westpark Music
- 2004: Midnight Dreamer (Helmut Eisel & JEM) – Westpark Music
- 2005: Naftule und der König (Helmut Eisel & JEM, RSO Saarbrücken, Marcus R. Bosch) – Westpark Music
- 2006: Klezmer in the Galilee (Dozenten und Teilnehmer der Workshops in Safed/Israel)
- 2006: Klezmer at the Cotton Club (Helmut Eisel & Band) – Westpark Music
- 2007: Impromptu (Helmut Eisel & Marina Baranova) – Neuklang
- 2008: Giora Feidman – The Spirit of Klezmer (Helmut Eisel als Gast) – Pläne
- 2008: Clarinet Colours (Helmut Eisel & JEM) – Neuklang
- 2010: time change (Helmut Eisel & JEM mit dem Thüringischen Kammerorchester Weimar, Dirigent: Martin Hoff) – Animato
- 2012: Gypsy meets The Klezmer (Joscho Stephan & Helmut Eisel) – MGL
- 2013: Klezmer in the Air (Helmut Eisel & JEM) – Pianissimo
- 2014: Talking Sinatra (Helmut Eisel & Sebastian Voltz Trio) – Neuklang
- 2015: LP Studiokonzert (Helmut Eisel & Sebastian Voltz Trio) Live Direct-To-2-Track AAA – Neuklang
- 2016: Rhapsody for an Unknown Klezmer (Helmut Eisel und Württembergische Philharmonie Reutlingen, Dirigent: Daniel Huppert) – Animato
- 2016: Bei dir war es immer so schön (Joscho Stephan & Helmut Eisel Quartett) – MGL
- 2016: Don Juan à la Klez (Helmut Eisel & JEM) – Neuklang
- 2017: Naftule und die Reise nach Jerusalem (Helmut Eisel und Deutsche Radio Philharmonie, Dirigent: Alexander Merzyn, Erzählerin: Kerstin Klaholz) – Animato

## Buch- und Notenausgaben
- Israeli Suite – Neue Klezmermusik der Seele, Westpark Music & Publishing, ISBN 978-3-937942-00-1
- Durch Klezmermusik zur Improvisation (Notenheft inkl. CD), Westpark Music & Publishing, ISBN 978-3-937942-01-8
- Moderner Musikunterricht mit Boomwhackers Sandra Möller, Helmut Eisel, Auer-Verlag, ISBN 978-3-403-04772-8
- Talking Clarinet – Einführung in die Klezmer-Improvisation (Notenheft incl. CD), Texte dt./engl., Advance Music (Schott) 2014